# Надточий Олексій Сергійович
Олексі́й Сергі́йович Надто́чий — генерал-майор (з березня 2015) Збройних сил України.

## З життєпису
Станом на грудень 2013-го полковник Надточий — начальник оперативного управління штабу Головного управління внутрішніх військ МВС України.
25 березня 2015 року начальнику оперативного управління штабу Головного управління Національної гвардії України полковнику Надточому присвоєно звання генерал-майора.
Член Консультативної ради у справах ветеранів війни, сімей загиблих (померлих) захисників України.

## Нагороди
За особисту мужність і героїзм, виявлені у захисті державного суверенітету та територіальної цілісності України, вірність військовій присязі під час російсько-української війни
- нагороджений орденом Богдана Хмельницького III ступеня (26.2.2015).